# Khāş Kolā
Khāş Kolā (persiska: خاصِكُلا, Khāşekolā, خاص كلا) är en ort i Iran.   Den ligger i provinsen Mazandaran, i den norra delen av landet, 120 km nordost om huvudstaden Teheran. Khāş Kolā ligger 136 meter över havet och antalet invånare är 501.
Terrängen runt Khāş Kolā är platt åt nordost, men åt sydväst är den kuperad. Terrängen runt Khāş Kolā sluttar norrut.Runt Khāş Kolā är det ganska tätbefolkat, med 149 invånare per kvadratkilometer. Närmaste större samhälle är Āmol, 4,2 km norr om Khāş Kolā. I omgivningarna runt Khāş Kolā växer i huvudsak blandskog.